# Moisés Naím
Moisés Naím (nascido em 1952) é um escritor e colunista venezuelano e, desde 1996, o editor-chefe da revista Foreign Policy.
Moisés Naím tem escrito muito sobre política e economia internacionais, desenvolvimento econômico, organizações multilaterais, política externa estadunidense e as conseqüências não intencionais da globalização. Sua coluna semanal sobre assuntos globais no espanhol El País também é publicada por muitos dos principais jornais de língua espanhola nas Américas. Ele também escreve colunas regulares para o italiano L'Espresso e para a Foreign Policy e seu trabalho também foi publicado no The New York Times, The Washington Post, Newsweek, TIME, Le Monde, Berliner Zeitung e muitas outras publicações internacionalmente reconhecidas.
Ele é o autor ou editor de oito livros, incluindo "Illicit: How Smugglers, Traffickers, and Copycats Are Hijacking the Global Economy", um best-seller selecionados pelo jornal The Washington Post como um dos melhores livros de ficção de 2005. "Ilícito" foi publicado em 18 idiomas e é objeto de um especial de TV produzido pela National Geographic Cinema e Televisão difundido por todo o mundo.
Naím, serviu como Ministro de Comércio e Indústria da Venezuela e desempenhou um papel central no lançamento inicial das grandes reformas econômicas no final dos anos 1980 e início dos anos 1990. Antes de seu cargo ministerial, ele foi professor e reitor do Instituto de Estudios Superiores de Administración (IESA), uma escola de negócios e centro de pesquisa em Caracas. Ele também foi o diretor dos projetos de reformas econômicas e sobre a América Latina no Fundo Carnegie para a Paz Internacional. Naím também foi associado com o Banco Mundial, onde serviu como Diretor Executivo.
Dr. Naím é membro do Conselho Internacional de Mídia do Fórum Econômico Mundial e é o presidente do Grupo dos Cinquenta, uma organização dos CEOs das empresas mais progressistas da América Latina. Dr. Naím adicionalmente tem assento no Conselho Consultivo da Global Financial Integrity.
Naím é membro do conselho de administração da Open Society Foundations. Ele também é membro do Conselho de Relações Exteriores, do Conselho do Atlântico, do Diálogo Interamericano e do Fórum Econômico Mundial.
Naím é Ph.D. e mestrado no Instituto de Tecnologia de Massachusetts.
- Diretor, National Endowment for Democracy, The International Crisis Group, Population Action International

## Livros
- O fim do poder - no original The End of Power: From Boardrooms to Battlefields and Churches to States, Why Being In Charge Isn't What It Used to Be, 2013
- Illicit: How Smugglers, Traffickers, and Copycats are Hijacking the Global Economy ISBN 978-1400078844, Anchor, Outubro de 2006.
- Paper Tigers and Minotaurs: The Politics of Venezuela's Economic Reforms ISBN 978-0870030260, Carnegie Endowment for International Peace, Setembro de 1993.